# 辺境・近境
『辺境・近境』（へんきょう・きんきょう）は、村上春樹の紀行。

## 概要
1998年4月23日、新潮社より刊行された。2000年6月、新潮文庫として文庫化された。2008年2月に新たな口絵写真を収録した新装版が発行されている。新装版の刊行にあたり写真を担当した松村映三による書評が新潮社の『波』（2008年3月号）に掲載された。
本書に収められた「神戸まで歩く」はフィリップ・ガブリエルによって英訳され、"A Walk to Kobe" というタイトルで『Granta』2013年夏号に掲載された。
『CD-ROM版村上朝日堂 スメルジャコフ対織田信長家臣団』（朝日新聞社、2001年4月）に、本書に関する読者からの手紙14通が「特別フォーラム」という形で収録されている。

## 内容
1990年8月から1997年5月の間に巡った7つの旅（下記）について綴られている。旅ごとに題が付けられ、冒頭では執筆の背景が簡潔に述べられている。
イースト・ハンプトン 作家たちの静かな聖地
1991年秋、ニューヨーク州ロングアイランドにあるイースト・ハンプトンを訪れた際の紀行。
無人島・からす島の秘密
1990年8月、新潮社の雑誌『Mother Nature's』に掲載するために山口県の無人島を訪れた際の紀行。
メキシコ大旅行
1992年7月、『Mother Nature's』に掲載するためにメキシコを約1ヶ月巡った際の旅行記。そのうちの10日間ばかりはアルフレッド・バーンバウムと共に旅をした。
讃岐・超ディープうどん紀行
1990年10月、文化出版局の雑誌『ハイファッション』に掲載するために香川県を訪れた際の主に讃岐うどんに関する紀行。安西水丸と行程を共にしており、作中には安西の挿絵が入っている。
ノモンハンの鉄の墓場
『ねじまき鳥クロニクル』第1部、第2部を刊行し、作中でノモンハン事件を取り上げた事で、文藝春秋の雑誌『マルコポーロ』に声を掛けられ、1994年6月に中国及びモンゴルを訪れた際の紀行。
アメリカ大陸を横断しよう
1995年6月、新潮社の雑誌『SINRA』に掲載するため、アメリカ合衆国の東海岸にあるボストンから車で西海岸にあるロサンゼルスまで、一部カナダを経由し、2週間以上をかけて巡った際の紀行。
神戸まで歩く
唯一雑誌に未掲載の文章。1997年5月に村上春樹の郷里である西宮から神戸の三宮までを2日間に渡って歩いて巡った際の紀行。